# Château de Philippsruhe
Le château de Philippsruhe est un château situé dans la ville allemande de Hanau, dans le land de la Hesse. Il  a été construit de 1700 à 1725 par le comte de Hanau.
Son aspect actuel est dû en grande partie à des modifications dues au Landgrave, Friedrich Wilhelm de Hesse-Rumpenheim, qui n'y a vécu que quatre ans (de 1880 jusqu'à sa mort en 1884), ce qui est peu compte tenu des cinq dernières années de rénovation.
Les locaux du Bel Étage, sont maintenant occupés par un Musée historique, cependant, en dépit de la perte d'une grande partie de son mobilier, il garde une dominante historiciste dans le style de la Renaissance.

## Source
- (de) Cet article est partiellement ou en totalité issu de l’article de Wikipédia en allemand intitulé « Schloss Philippsruhe » (voir la liste des auteurs).